# Cantabrogeus
Cantabrogeus es un género de coleópteros polífagos de la familia Leiodidae. Es endémica del norte de la España peninsular.

## Especies
Se reconocen las siguientes:
- Cantabrogeus antimachus Salgado & Luque, 2012
- Cantabrogeus cultellus Salgado & Luque, 2012
- Cantabrogeus fresnedai Salgado & Luque, 2012
- Cantabrogeus luquei (Salgado, 1993)
- Cantabrogeus nadali (Salgado, 1978)